# Max Nettlau
Max Heinrich Hermann Reinhardt Nettlau, né à Neuwaldegg (aujourd'hui une partie de Vienne) le 30 avril 1865 et mort à Amsterdam le 23 juillet 1944, est un philologue, bibliophile, historien et historiographe du socialisme et du mouvement libertaire international.
Il est l'auteur de L'Anarchie (1897), de différentes biographies dont celles de Mikhaïl Bakounine, Errico Malatesta et Élisée Reclus, et d'une Histoire générale de l'anarchisme (trois volumes publiés de 1925 à 1931).
Son « intersocialisme » voulait faire dialoguer les tendances diverses du socialisme, contre l’hégémonie marxiste et communiste.

## Biographie
Nettlau a étudié la langue celtique et la littérature à Vienne. Mais il s'est vite concentré sur la collecte de documents importants de l'histoire du mouvement anarchiste. Pour cela, il a voyagé à travers toute l'Europe et vivait tour à tour à Londres et à Vienne.
De 1885 à 1890, il fut membre de la Socialist League et, à partir de 1895, du Freedom Group.
En 1934, Max Nettlau publie Esbozo de historia de las Utopias. Selon Régis Messac, cette œuvre documentaire, qui recense et commente les utopies réelles et fictives de l'Antiquité à 1934, « de l'infatigable chercheur, vieil historien du socialisme livre une fois de plus une partie des richesses de son érudition ».
Pendant la crise économique qui a suivi la Première Guerre mondiale, l'inflation fit perdre à Nettlau la fortune héritée de ses parents, ce qui l'a obligé à vivre dans des conditions très précaires. Néanmoins, il continuait de collecter et de publier.
Il contribue à l'Encyclopédie anarchiste, initiée par Sébastien Faure, publiée en quatre volumes, entre 1925 et 1934
En 1935, Nettlau a vendu son immense collection de livres, journaux, archives et autres documents traitant du socialisme et de l'anarchisme à l'Institut international d'histoire sociale. 
Nettlau a vécu à Amsterdam de 1938 à sa mort d'un soudain cancer de l'estomac en 1944.

## Quelques œuvres
- Michael Bakunin. Eine Biographie (1896-1900)
- Bibliographie de l'Anarchie, préface d'Élisée Reclus, Temps nouveaux (Bruxelles) - Stock (Paris), 1897, lire en ligne.
- Histoire de l'Anarchie, Le Cercle / La tête de feuille (1971)
- Geschichte der Anarchie, 7 vol. (seulement 4 publiés)
- Plusieurs biographies, entre autres sur Errico Malatesta et Élisée Reclus

## Notices
- Notices d'autorité :   - VIAF
  - ISNI
  - BnF (données)
  - IdRef
  - LCCN
  - GND
  - Japon
  - CiNii
  - Espagne
  - Pays-Bas
  - Pologne
  - Israël
  - NUKAT
  - Catalogne
  - Suède
  - Australie
  - Norvège
  - Croatie
  - WorldCat
- Notices dans des dictionnaires ou encyclopédies généralistes :   - Deutsche Biographie
  - Gran Enciclopèdia Catalana

- Institut international d'histoire sociale (Amsterdam) : archives.